# Tan Sixin
Tan Sixin (Chinees: 谭思欣, pinyin: Tán Sì Xīn) (10 januari 1995, Jiangmen, Guangdong) is een Chinese gymnaste.

## Loopbaan

### Junior
In 2009 kwam ze bij het Chinees nationaal team. Op haar 14de won ze de finale op de balk op de Nationale spelen van China, waar ze wereldkampioene Deng Linlin wist te kloppen. Op de jeugdspelen in 2010, won ze goud op de balk en vloer en zilver in de meerkamp, met een score  van 15.550.

### Senior

#### 2011
In 2011 werd Tan Senior en won ze zilver op de vloer op de wereldbeker in Cottbus. En goud op de balk en brug op de wereldbeker in Doha.
Op de Chinese nationale kampioenschappen  won ze goud het team van Shanghai en ook in de meerkamp. Op het Wereldkampioenschap in Tokio, won ze brons in de team finale. Maar door meerdere fouten in de voorronden kon ze zich niet kwalificeren voor de finales op de meerkamp en toestel.

#### 2012
Op de Pacifische Ring-kampioenschappen behaalde ze zilver met het Chinese team en Brons op de evenwichtsbalk.
Op 19 juni werd ze genoemd als reserve voor het Olympische team in Londen. Het laatste ticket ging naar He Kexin.
Tan won goud met het team op de Chinese kampioenschappen. Ook behaalde ze brons op de balk. Op de Aziatische kampioenschappen bracht ze 4 gouden medailles naar huis: Team, meerkamp, balk en vloer.

#### 2014
In mei werd Tan 4de met haar team in de Chinese kampioenschap. In juli van dat jaar nam ze afscheid van de sport.

## Palmares

### Senior
| Jaar | Evenement                          | Team   | AA   |  |      |       |        |
| ---- | ---------------------------------- | ------ | ---- |  | ---- | ----- | ------ |
| 2014 | Chinese Nationale Spelen           | 4      |      |  |      |       |        |
| 2013 | Stuttgart Wereldbeker              | Goud   |      |  |      |       |        |
| 2013 | Oost Aziatische Spelen             | Goud   | Goud |  | 5    | Goud  | Goud   |
| 2013 | Chinese Nationale Spelen           | Goud   | 12   |  |      | Goud  | Brons  |
| 2013 | Chinese Nationale Kampioenschappen | Goud   |      |  |      | Brons | 7      |
| 2012 | Pacifische Ring-kampioenschappen   | Zilver |      |  |      | Brons | 7      |
| 2011 | Wereldkampioenschap                | Brons  |      |  |      |       |        |
| 2011 | Chinese Nationale Kampioenschappen | Goud   | Goud |  |      |       |        |
| 2011 | Wereldbeker Cottbus                |        |      |  | Goud | Goud  | Zilver |

### Junior
| Jaar | Evenement                          | Team   | AA     |  |        |        |       |
| ---- | ---------------------------------- | ------ | ------ |  | ------ | ------ | ----- |
| 2010 | Olympische Jeugdspelen             |        | Zilver |  | Zilver | Goud   | Goud  |
| 2010 | Pacifische Ring-kampioenschappen   | Zilver |        |  |        | Goud   | Brons |
| 2009 | Youth Olympic Festival             | Goud   |        |  |        | Zilver |       |
| 2009 | Chinese Nationale Kampioenschappen |        |        |  |        | Goud   |       |